# 1784 год в музыке

## События
- 5 января — В Париже Антонио Сальери подписывает контракт с Парижской оперой на написание оперы «Данаиды».[1]
- 7 января — Композитор Пьер-Александр Монсиньи женится на Эмили де Виллемань.[1]
- 9 февраля — Концерт для фортепиано № 14 стал первой записью в каталоге работ Вольфганга Амадея Моцарта.[1]
- Март — 28-летний Моцарт представил публике свой Концерт для фортепиано № 15 в Траттнерхофе и Бургтеатре в Вене.
- 24 апреля — Моцарт в письме отцу рекомендует работу новичка Игнаца Плейеля.[1]
- 29 апреля — Вольфганг Амадей Моцарт и скрипачка Регина Стринасакки[англ.] в присутствии Иосифа II, императора Священной Римской империи, в первый раз исполнили Сонату Моцарта для скрипки и фортепиано (№ 32) си-бемоль мажор (К. 454).
- 8 мая — В Королевском театре в Лондоне прошла премьера музыкальной драмы Паскуале Анфосси «Иссипиле» на слова Метастазио.[1]
- 27 мая—5 июня — концерты Генделя в Вестминстерском аббатстве в Лондоне.
- 13 июня — Ученица Моцарта Барбара Плойер[англ.] представила публике новое творение своего учителя, Концерт для фортепиано с оркестром № 17.
- 10 июля — В Театре Эретенио[итал.] в Виченце состоялась премьера музыкальной драмы Доменико Чимарозы «Олимпиада» на слова Метастазио.[1]
- 17 августа — Луиджи Боккерини получает зарплату 12 000 реалов от своего работодателя инфанта Луиса Антонио Хайме, графа Чинчон.[1]
- 28 августа — В Вене впервые исполняется Месса ми-бемоль мажор Иоганна Георга Альбрехтсбергера с оркестровой композицией, заменённой органным сопровождением в соответствии с предпочтениями императора Иосифа II.[1]
- Сентябрь — проводимый нерегулярно с 1768 года музыкальный фестиваль в Бирмингеме (Англия) стал постоянным событием под названием Бирмингемский трёхгодичный музыкальный фестиваль[англ.]. С тех пор фестиваль проводился раз в три года и самым продолжительным фестивалем классической музыки в своём роде. Последний фестиваль состоялся в 1912 году.
- 11 декабря — Моцарт вступил в масонскую ложе «Beneficence».
- В незавершённом Театро Нуово[англ.] в Бергамо (Ломбардия) состоялось первое представление.
- В Париже по проекту архитектора Виктора Луи построено здание кукольного театра де Божоле, ныне Театр Пале-Рояль.

## Публикации
- Баптистский священник из Нью-Гэмпшира и компилятор гимнов Джошуа Смит[англ.] опубликовал сборник гимнов Divine Hymns, or Spiritual Songs: for the use of Religious Assemblies and Private Christians, в котором впервые увидел свет гимн Jesus Christ the Apple Tree[англ.], положенное на музыку стихотворение XVIII века The Tree of Life My Soul Hath Seen.
- Жан-Поль Эжид Мартини написал музыку к стихам Жана-Пьера Клари де Флориана, так появился ставший классическим французский романс «Plaisir d’amour» (в переводе с фр. — «Радость любви») (первая публикация в 1785).

## Классическая музыка
- Людвиг ван Бетховен — Концерт для фортепиано с оркестром[англ.], WoO 4.
- Вольфганг Амадей Моцарт — 10 вариаций на тему ариетты «Unser dummer Pöbel meint», концерты для фортепиано № 14[англ.], № 15[англ.], № 16[англ.], № 17[англ.], № 18, № 19.
- Йозеф Гайдн — Симфонии № 79[нем.], № 80[нем.] и № 81[нем.].
- Михаэль Гайдн — Симфонии № 27[англ.], № 28[англ.] и № 29[англ.].
- Джованни Баттиста Виотти — Дуэт для двух скрипок ре мажор; Дуэт для двух скрипок ре минор.

## Опера
| - Йозеф Гайдн — «Армида» - Томас Линли-старший — «Испанские соперники» - Андреа Луккези — «Адемира» - Джованни Паизиелло — «Король Теодор в Венеции» - Никколо Пиччинни — «Диана и Эндимион» - Антонио Саккини — «Дардан» - Бартоломеус Рулоффс — «Земира и Азор» - Франческо Антонелли Торре — «Катон в Утике» - Паскуале Анфосси — «Иссипиле» - Пьетро Алессандро Гульельми — «Превратности любви» - Андре Гретри - «Ричард Львиное Сердце» - «Сельское испытание» | - Доменико Чимароза - «Артаксеркс» - «Олимпиада» - «Обманутое тщеславие, или Рынок в Мальмантиле» - «Неожиданные женитьбы» - «Два мнимых графа» - Луиджи Керубини - «Идалида» - «Александр в Индии» - Антонио Сальери - «Данаиды» - «Богач на день» |

## Родились
- 1 января — Уильям Бил[англ.], английский композитор, органист и певец-баритон (умер в 1854).
- 27 января — Мартен Жозеф Мангаль, бельгийский трубач, композитор, дирижёр и музыкальный педагог (умер в 1851).
- 29 января — Фердинанд Рис, немецкий композитор, пианист и дирижёр (умер в 1838).
- 3 февраля — Джон Фане, британский военный, политик, дипломат, музыкант и композитор (умер в 1859).
- 27 февраля — Джоб Плимптон (англ. Job Plimpton), один из первых американских композиторов, органный мастер (умер в 1864).[2]
- 25 марта — Франсуа-Жозеф Фети, бельгийский музыковед, музыкальный критик и педагог, дирижёр, композитор (умер в 1871).
- 8 апреля — Дионисио Агуадо, испанский классический гитарист, педагог и композитор (умер в 1849).
- 14 июня — Франческо Морлакки, итальянский композитор (умер в 1841).
- 27 июля — Жорж Онсло, французский композитор (умер в 1853).
- 5 августа — Луи (Людвиг) Шпор, немецкий скрипач, композитор, дирижёр и педагог, один из первых представителей романтического стиля в музыке (умер в 1859).
- 23 августа
  - Жанетт Васселиус, шведская оперная и придворная певица-сопрано, актриса (умерла в 1853).
  - Генриетта Лёфман (швед. Henriette Löfman), шведский композитор (умерла в 1836).[3]
- 15 октября — Томас Хастингс[англ.], американский композитор, известен в первую очередь как автор мелодий гимнов (умер в 1872).
- 7 ноября — Фридрих Вильгельм Михаэль Калькбреннер, немецкий пианист, композитор и музыкальный педагог, сооснователь фортепианной фабрики «Плейель», существующей и поныне (умер в 1849).
- дата неизвестна — Самуэл Симмс-старший[англ.], английский органист и композитор (умер в 1868).

## Умерли
- 12 марта — Энн Каргилл, английская оперная певица (род. в 1760).
- 1 июля — Вильгельм Фридеман Бах, немецкий органист, импровизатор и композитор, мастер контрапункта, старший сын Иоганна Себастьяна Баха, известен как «Халльский Бах» (род. 1710).
- Август — Луи Ансом[фр.], французский драматург (род. в 1721).
- 6 августа — Карл Кохут[нем.], австрийский лютенист и композитор, чиновник (род. в 1726).
- 4 августа — Джованни Баттиста Мартини, итальянский композитор, музыковед, педагог, капельмейстер, певец, скрипач и клавесинист (род. 1706).
- 25 августа — Екатерина Воронцова (урождённая Сенявина), фрейлина, пианист и композитор (род. в 1761).
- Сентябрь
  - Джон Беннетт[англ.], английский органист и композитор (род. около 1735).
  - Мария Линли[англ.], английская оперная певица, дочь и ученица Томаса Линли-старшего[англ.] (род. 1763).
- 12 сентября — Мануэль Бласко де Небра, испанский композитор и органист (род. в 1750).
- 5 октября (или 1785) — Антонин Каммель[чеш.], богемский скрипач и композитор (род. в 1730).
- 6 ноября — Анине Фрелих[англ.], датская балерина, одна из первых профессионалов балета в Дании и первая родная звезда в Королевском датском балете, сыграла важную роль в становлении классического балета в качестве отдельной художественной формы в Дании (род. 1762).
- дата неизвестна — Джон Пикселл[англ.], английский священник, поэт и композитор (род. в 1725).